# Muhlenbergia versicolor
Muhlenbergia versicolor är en gräsart som beskrevs av Jason Richard Swallen. Muhlenbergia versicolor ingår i släktet muhlygräs, och familjen gräs. Inga underarter finns listade i Catalogue of Life.